# Oxxxymiron
米龙·亚诺维奇·费奥多罗夫（羅馬化：Miron Yanovich Fyodorov；1985年1月31日—），艺名奧克西米龍（俄罗斯嘻哈歌手，也是人才中介机构Booking Machine的前执行董事，同时也是唱片公司Vagabund的共同创始人。他的专辑作品有《永恒的犹太人》以及《戈尔戈罗德》。
2022年俄羅斯入侵烏克蘭後，Oxxxymiron反對入侵，於是宣佈停辦莫斯科和聖彼得堡的演唱會。他接着宣布在其他国家举办一系列名为《反战俄罗斯人》（Russian Against War；RAW）的公益演唱會，所得款项将捐赠给乌克兰难民。第一场演唱會在伊斯坦布尔举行。另外两场音乐会分别在伦敦和柏林举行。9月，Oxxxymiron回到俄羅斯。10月8月，俄罗斯司法部宣布将他列入「外国代理人」名单。